# Кпанлого
Кпанлого — барабан, распространённый в Гане. Используется для сопровождения праздников и торжеств.
Корпус барабана сделан из твердого дерева, мембрана из кожи антилопы. Кожа крепится и настраивается с помощью специальных колышков, вставляемых в отверстие в корпусе.
Исполнитель на кпанлого должен быть изобретательным, вести музыкальный диалог (вопрос-ответ) с остальными инструментами. Партия кпанлого включает элементы импровизации, постоянную смены рисунка соответственно движениям танцора. На кпанлого играют ладонью, приемы похожи на исполнение на конга или джембе. При игре барабан зажимают ногами и слегка наклоняют от себя.